# Chantal de Freitas
Chantal de Freitas (* 26. Juli 1967 in Kiel; † vor dem 1. Juli 2013) war eine deutsche Schauspielerin und Sängerin.

## Leben
Chantal de Freitas war die Tochter einer Deutschen und eines Panamaers. Sie wuchs unter anderem in New York auf. Sie absolvierte ihre Ausbildung an der Hochschule für Musik und Darstellende Kunst Frankfurt am Main sowie an der Circle in the Square Theatre School in New York City. Sie war mit dem Schauspieler Kai Wiesinger verheiratet, mit dem sie zwei Töchter hatte. Seit dem Jahr 2012 lebten sie nach 14 Jahren Ehe getrennt, waren aber nicht geschieden. Neben ihm trat sie u. a. in den Filmen Der Leihmann, Stadtgespräch und Fahrerflucht sowie als Gastsprecherin in Folge 83 der Kinderhörspielreihe Bibi Blocksberg auf. Beide waren Gründer der Filmproduktionsgesellschaft „Arranque“.
In der Fernsehkrimireihe Polizeiruf 110 war sie als Kommissarin Carol Reeding die Partnerin Oliver Stokowskis.
De Freitas trat auch als Sängerin auf. Im Jahre 2007 gründete sie das Label Pussy Empire Records, auf dem sie im August 2010 ihr Debüt-Album Independence veröffentlichte. Kurz vor ihrem Tod arbeitete sie im Studio an einer neuen CD.
Am 2. Juli 2013 bestätigte ihre Agentur auf Nachfrage ihren Tod ohne Angaben zum Todeszeitpunkt, Ort oder den näheren Umständen.

## Filmografie
- 1994: Alles außer Mord – Die Frau ohne Gesicht (Fernsehserie)
- 1995: Der Leihmann
- 1995: Stadtgespräch
- 1996: Tatort – Fetischzauber (Fernsehserie)
- 1996: Faust – Nachtwache (Fernsehserie)
- 1997: Simones Entscheidung (Fernsehfilm)
- 1998: Alles wird gut
- 1998: Polizeiruf 110 – Kleiner Engel (Fernsehserie)
- 1999: Polizeiruf 110 – Schellekloppe (Fernsehserie)
- 1999: Millennium Love (Fernsehfilm)
- 2000: Polizeiruf 110 – Totenstille (Fernsehserie)
- 2003: Fahrerflucht (Kurzfilm)
- 2007: Kleine Fische
- 2008: Einsatz in Hamburg – Ein sauberer Mord (Fernsehserie)
- 2009: Stubbe – Von Fall zu Fall – Im toten Winkel (Fernsehserie)